# Regimentul 8 Vânători (1941-1944)
Regimentul 8 Vânători „Vodă Grigore Ghica” a fost o unitate de nivel tactic a Armatei României, care, a făcut parte din organica Brigăzii 8 Infanterie. A avut garnizoana la Cernăuți în perioada interbelică.
A luptat în Al Doilea Război Mondial luînd parte la luptele din Basarabia și la operațiunea de cucerire a Odesei din 1941, precum și ulterior, la apărarea nordului Moldovei și la recuperarea Transilvaniei în 1944.
A fost comandat până la 6 septembrie 1941 de colonelul Caton Sorescu, acesta fiind rănit grav în misiune în timpul Bătăliei de la Odesa, motiv pentru care a și decedat ulterior la Spitalul Militar din Iași.